# Bentley EXP2
Pour les articles homonymes, voir Bentley et EXP.
La Bentley EXP2 est une voiture de sport coupé cabriolet expérimentale du constructeur automobile britannique Bentley, présentée au salon automobile d'Olympia de Londres 1919, connue comme la plus ancienne Bentley encore existante.

## Historique
Walter Owen Bentley fonde son industrie Bentley le 18 janvier 1919, après la Première Guerre mondiale, à l'âge de 31 ans, dans un modeste atelier du quartier Cricklewood de Londres.

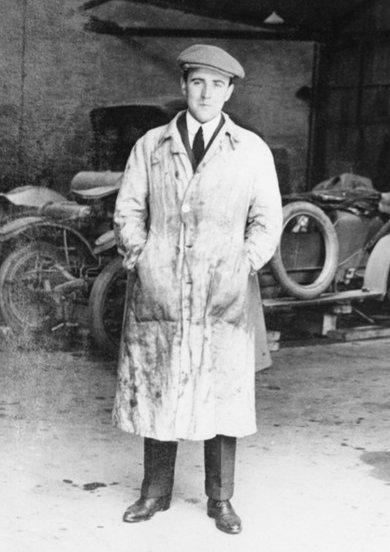
Walter Owen Bentley
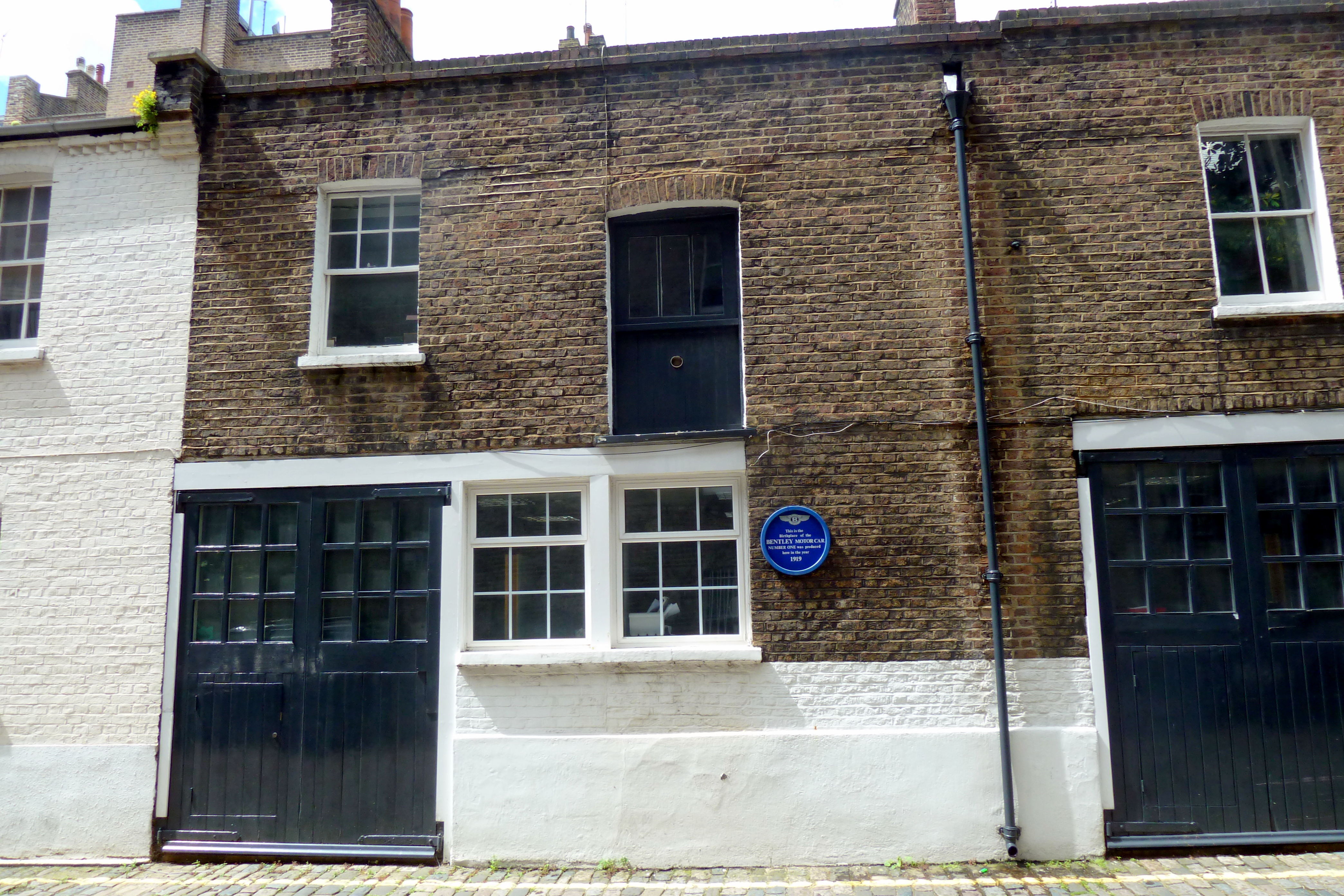
1er atelier Bentley de Cricklewood à Londres
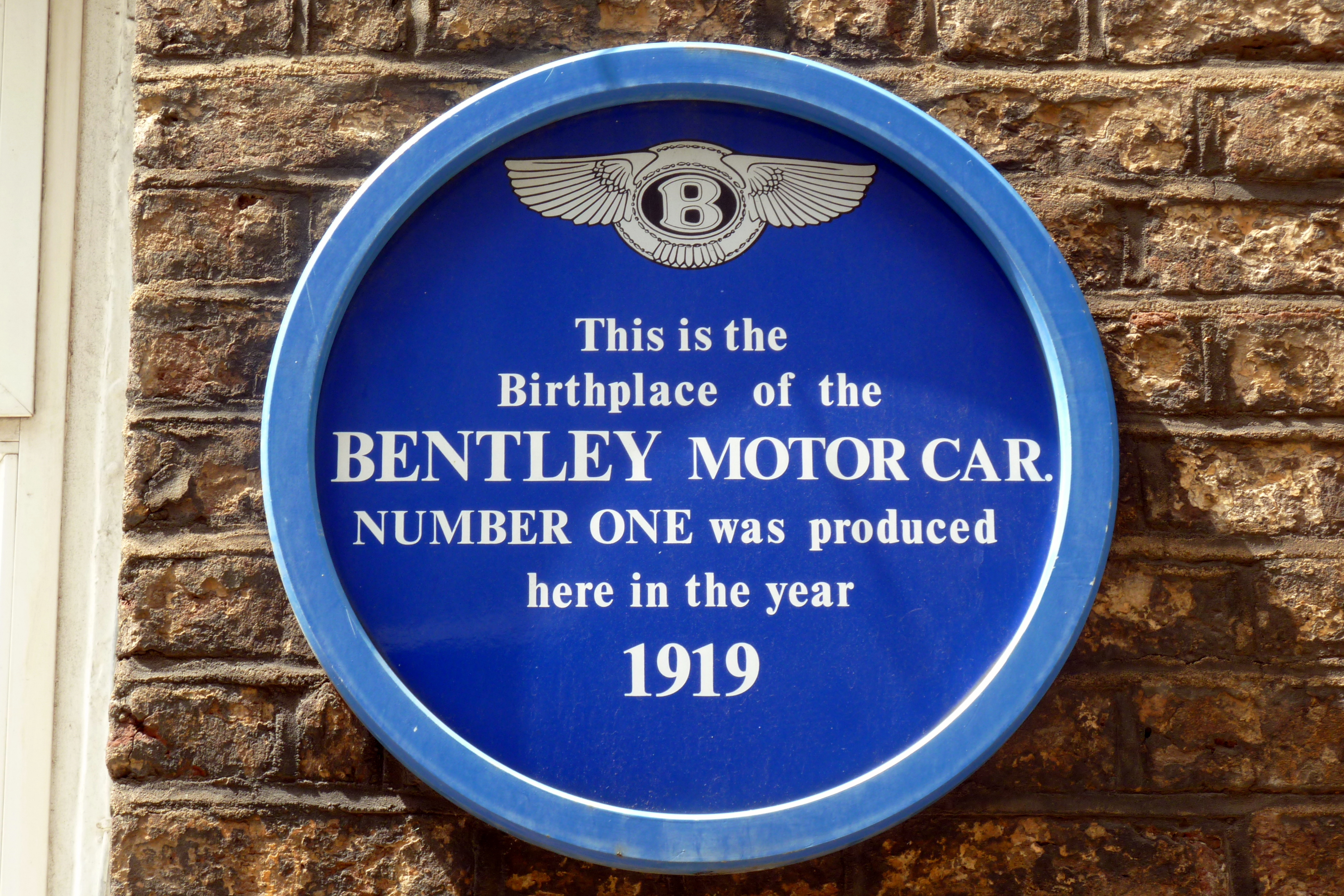
Plaque commémorative

Il conçoit et fabrique ses trois premiers modèles de Bentley expérimentales EXP1, EXP2 et EXP3 (EXP pour « expérimental » de pré-production). Son EXP1 (EXPerimental No1) roule pour la première fois en octobre 1919, avant d'être entièrement démontée pour fabriquer le modèle suivant EXP2. 
Ce second coupé cabriolet EXP2 est propulsé par un moteur Bentley 4 cylindres en ligne monobloc de 3 litres de cylindrée, à pistons en aluminium, avec 16 soupapes à arbre à cames en tête, pour 70 ch. Elle est présentée au salon automobile d'Olympia de Londres 1919, avant de participer avec succès aux premières compétitions de la marque, avec en particulier le pilote usine Bentley Boys Frank Clement,. Une version EXP3 surnommé « The Cab » est utilisée par Walter Owen Bentley à titre de voiture expérimentale personnelle. 
À la suite de ce succès, Walter Owen Bentley présente et commercialise sa première version de voiture de sport Bentley 3 Litre de série, au salon de l'automobile de Londres 1921, déclinée de ce prototype expérimental EXP2, suivie des versions Bentley 4½ Litre de 1927, Bentley 6½ Litre de 1926, et Bentley 8 Litre 1930...

Version Bentley 3 Litre (1921)
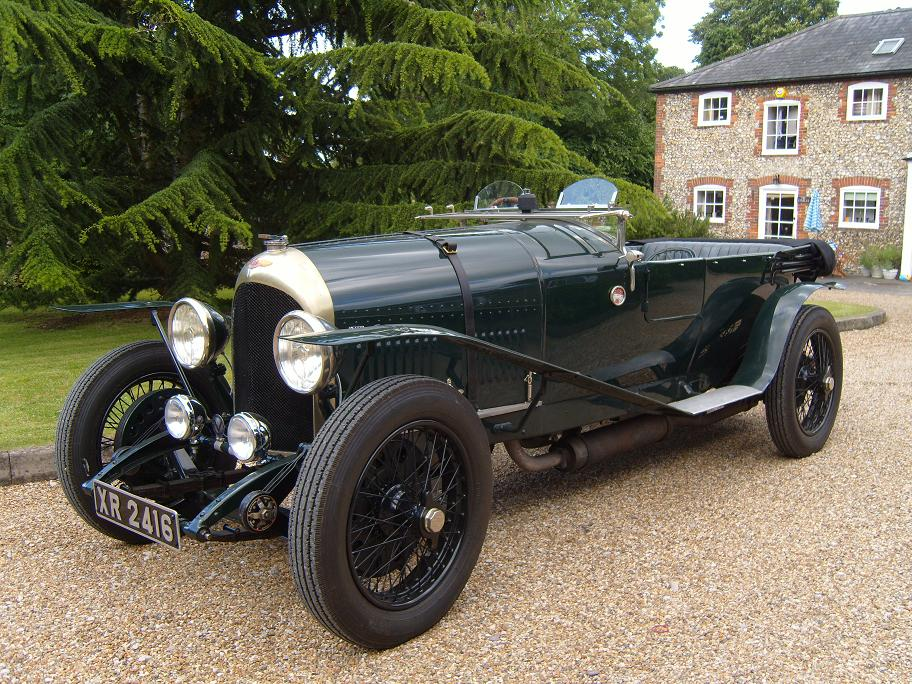
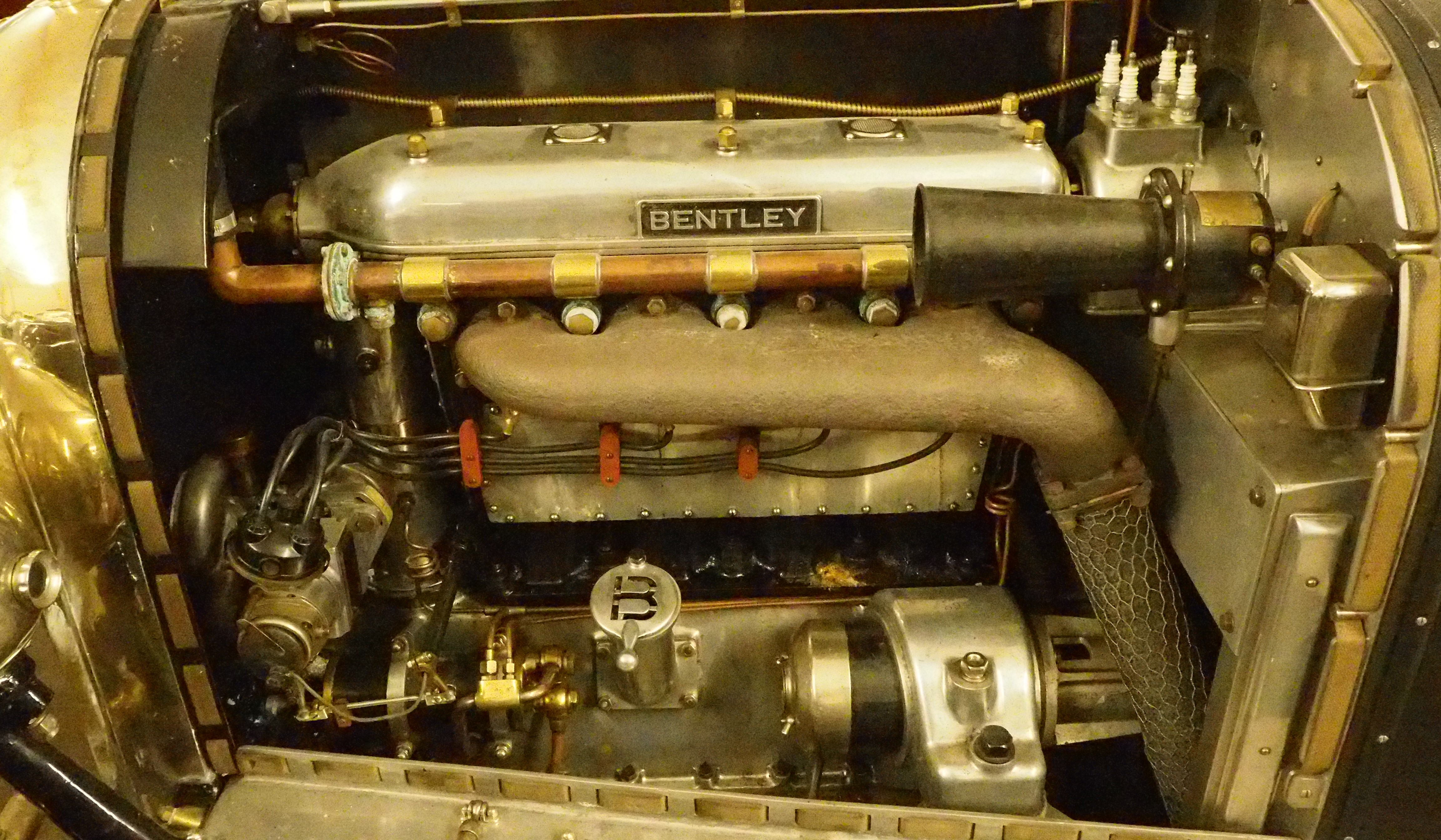
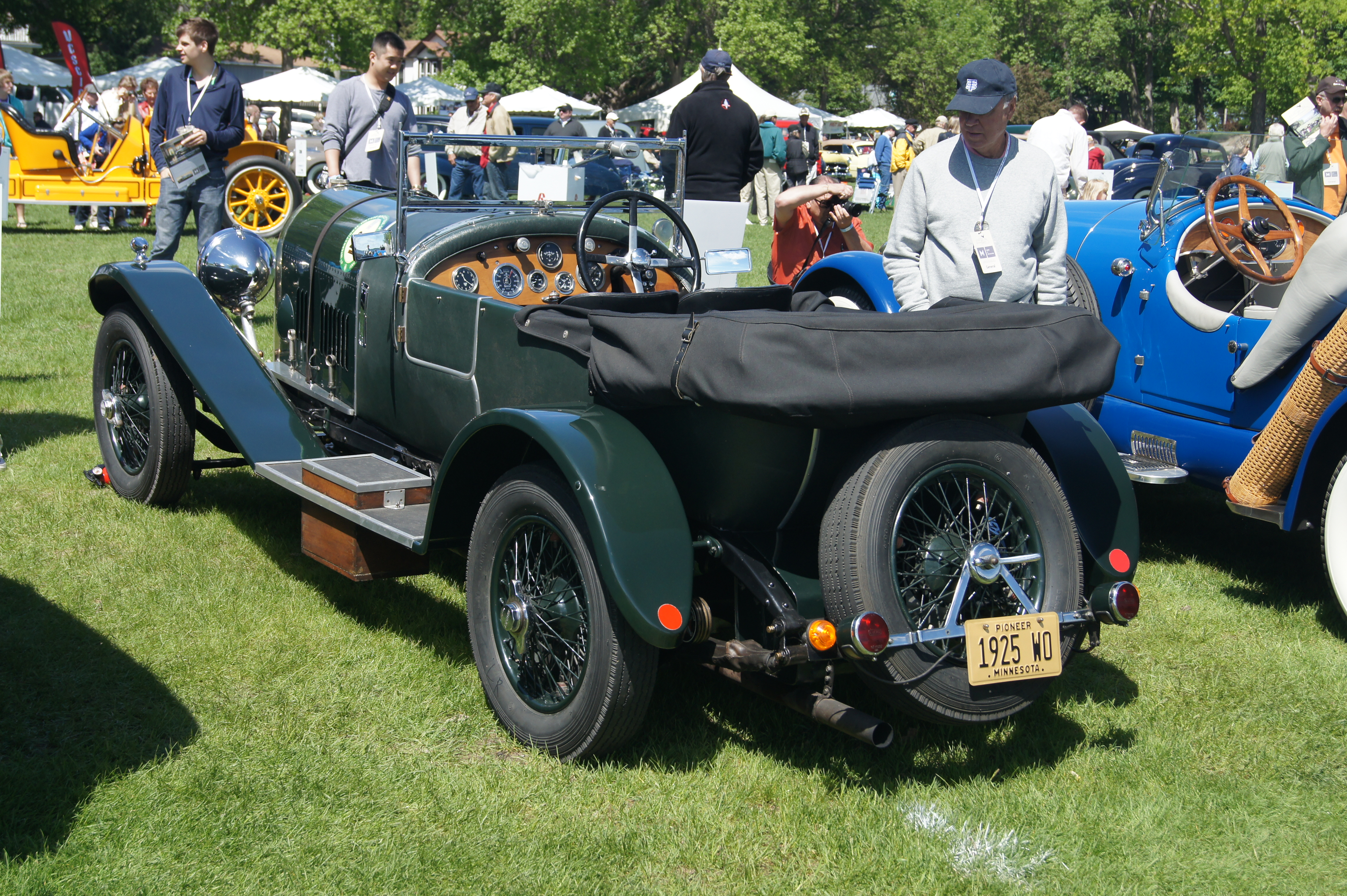

L'industrie Bentley fait faillite en 1931, avant d'être reprise à titre de filiale par sa principale concurrente Rolls-Royce. 

## Collection
Ce modèle EXP2 (la plus ancienne Bentley encore existante) est utilisée en tant que banc d'essai pour la conception des modèles Bentley 3 Litre de série suivants de 1921, avant d'être acquis par un particulier, puis par la « collection Bentley Heritage »,. 